# Gina Blay
Pour les articles homonymes, voir Blay (homonymie).
Gina Ama Blay (née le 29 octobre 1956) est une journaliste et diplomate ghanéenne et sympathisante du Nouveau Parti patriotique du Ghana. Elle est depuis 2017 ambassadrice du Ghana en Allemagne,.

## Éducation
Gina Blay a obtenu son baccalauréat universitaire ès lettres de l'université du Ghana.  

## Vie professionnelle
Gina Blay est directrice générale de Western Publication Limited, une maison de presse écrite. La principale publication de la maison est le Daily Guide (en) Newspaper.    

## Nomination d'ambassadeur
En juin 2017, le président Nana Akufo-Addo a nommé Gina Blay ambassadrice du Ghana en Allemagne. Elle faisait partie des huit autres Ghanéens distingués qui ont été nommés à la tête de diverses missions diplomatiques ghanéennes dans le monde,.  

## Vie privée
Gina Blay est mariée au président national du Nouveau Parti patriotique, Freddie Blay (en).  
Elle a reçu un diagnostic de cancer du sein en 2008 et a suivi une série de traitements de chimiothérapie.  